# Owe Dahl
Owe Karl-Gösta Dahl, född 19 oktober 1925 i Karlskrona amiralitetsförsamling i Blekinge län, död 5 oktober 2000 i Sankt Matteus församling i Stockholm, var en svensk militär.

## Biografi
Dahl avlade officersexamen vid Krigsskolan 1947 och utnämndes samma år till fänrik i ingenjörtrupperna, där han befordrades till löjtnant 1949. Han gick Ingenjörofficersskolan vid Artilleri- och ingenjörhögskolan 1949–1950 och idkade studier vid Krigshögskolan 1954–1956, varefter han var lärare vid Ingenjörstruppernas kadettskola 1956–1958 och befordrades till kapten vid Svea ingenjörregemente 1958. Han var generalstabsaspirant 1958–1960 och tillhörde Generalstabskåren 1960–1964. Åren 1964–1966 var han kompanichef och bataljonschef vid Svea ingenjörregemente, befordrad till major 1965. Därefter ingick han 1966–1973 i Generalstabskåren och tjänstgjorde vid Försvarsstaben, där han från 1966 var chef för Allmänna avdelningen. Han utnämndes till överstelöjtnant 1967, till överstelöjtnant med särskild tjänsteställning 1969 och till överste 1972. Åren 1973–1979 var han chef för Bodens ingenjörkår (1975 namnändrad till Bodens ingenjörregemente). Han befordrades 1979 till överste av första graden och var arméinspektör vid staben i Östra militärområdet 1979–1982, varpå han var ingenjör- och signalinspektör vid Arméstaben 1982–1986. Dahl var projektledare vid FFV Aerotech 1986–1992.

## Utmärkelser
- Riddare av Svärdsorden, 1965.[7]